# Đền thánh Đức Maria
Đền Thánh Đức Maria hay Đền Thánh Đức Mẹ dâng cho Maria là một đền Thánh đánh dấu sự hiện ra hoặc một phép lạ khác được quy cho Đức Maria, hoặc một nơi tập trung sự tôn kính Đức Maria mạnh mẽ về mặt lịch sử. Những nơi như thế thường là địa điểm của những cuộc hành hương, thăm viếng. Nhiều Đền Thánh Đức Maria đã trở thành một biểu tượng của lòng yêu nước và chủ nghĩa dân tộc.
Một trong số những Đền Thánh Đức Maria lớn nhất là Đền Thánh Đức Mẹ hiện ra Thánh Juan Diego vào năm 1531 được biết đến với tên gọi Đức Mẹ Guadalupe cũng tương tự như trường hợp của Thánh Bernadette Soubirous trong cuộc hiện ra vào năm 1858 tại Lộ Đức. Cả hai vị Thánh báo cáo việc Đức Mẹ hiện ra kỳ diệu trên một đỉnh đồi và người yêu cầu họ đến nói với các linh mục địa phương xây dựng một nhà nguyện nơi Mẹ đã hiện ra. Và những đền Thánh lớn đã được xây dựng như Vương cung Thánh đường Đức Mẹ Guadalupe ở Mexico. Vương cung Thánh đường Đức Mẹ Lộ Đức là một biểu tượng Công giáo lớn của nước Pháp.
Số lượng khách hành hương đến thăm một số đền Thánh mỗi năm có thể là con số đáng kể. Ví dụ như Lộ Đức với dân số khoảng 15.000 người, nhưng mỗi năm có đến hoảng 5.000.000 người hành hương. Hơn 1.000.000 khách hành hương tham quan bức tượng Đức Bà đen trong Nhà nguyện của Grace trong Altötting, Đức mỗi năm trong đó hơn 500 năm phép lạ đã được quy cho là do lời cầu nguyện với Maria tại đền Thánh đó.

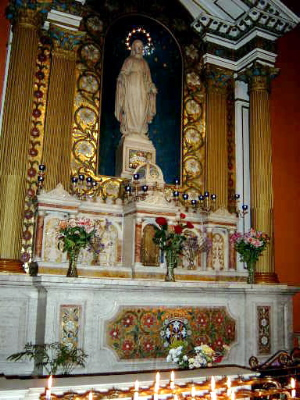
Bàn thờ Maria tại Nhà thờ St Mary's Pro-Cathedral ở Dublin

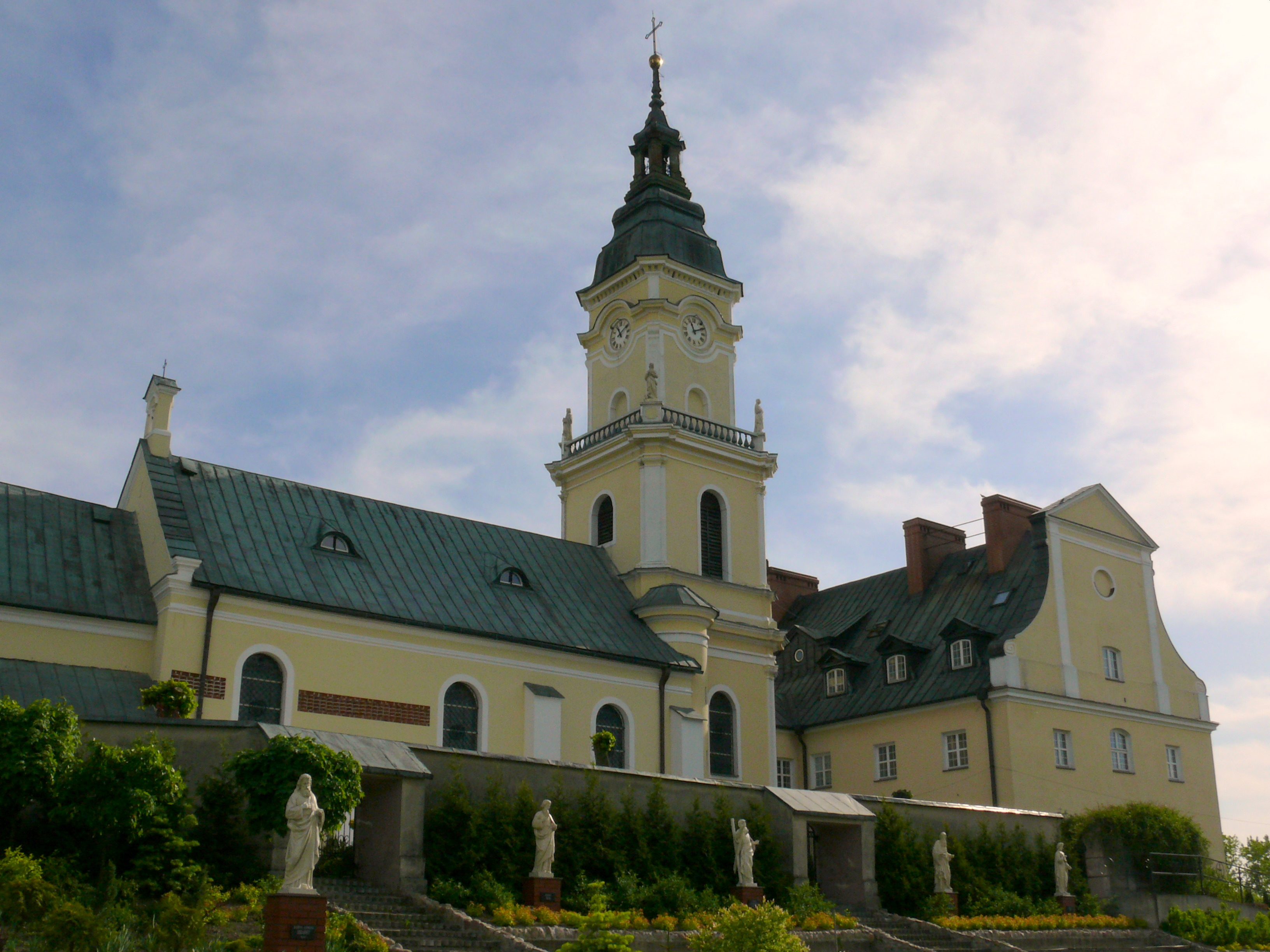
Đền Thánh Đức Mẹ chiến thăng ở Brdów (Ba Lan)

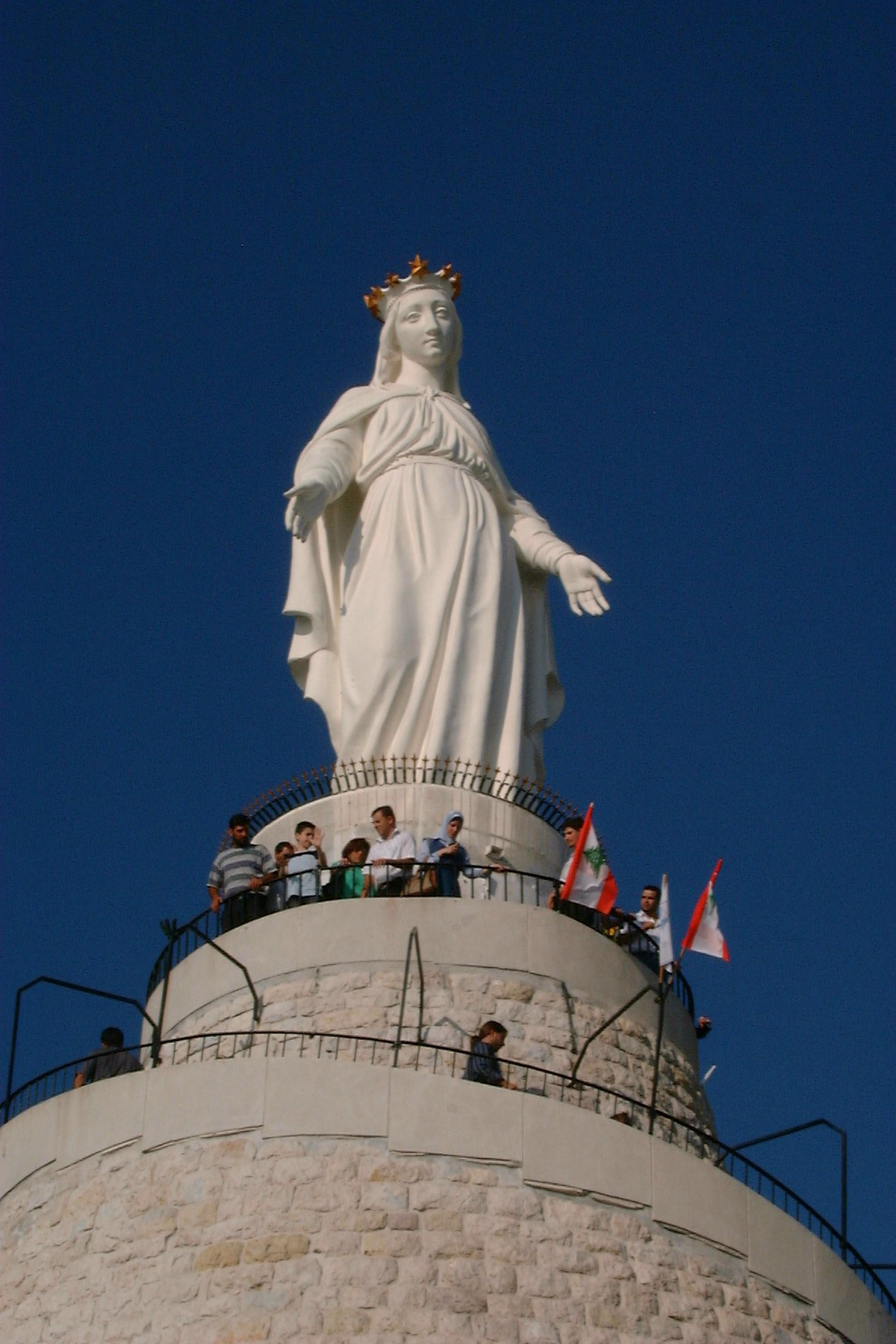
Đức Mẹ Li băng, Harissa, Liban

## Algeria
- Đức Mẹ d'Afrique, Algiers

## Andorra
- Đức Mẹ Meritxell

## Argentina
- Đức Mẹ Luján, Luján, Buenos Aires Province
- Đức Mẹ Itatí, Itatí, Corrientes

## Australia
- Nhà thờ lớn Đức Maria, Sydney
- Đền Thánh Đức Mẹ Yankalilla, Nam Australia

## Austria
- Basilika Maria Plain, Bergheim, Salzburg
- Maria Schmolln, Braunau am Inn District, Upper Austria
- Maria Taferl, Melk District, Lower Austria
- Mariatrost Basilica, Graz, Styria
- Mariazell Basilica, Mariazell, Styria
- Marienbasilika Absam, Absam, Tirol

## Belgium
- Đức Mẹ Banneux ở Banneux, Liège
- Đức Mẹ Beauraing ở Beauraing, Namur
- Đức Mẹ đồng trinh ở Halle, Flemish Brabant
- Đức Mẹ Lộ Đức ở Oostakker, East Flanders
- Đức mẹ đồng trinh Scherpenheuvel, Flemish Brabant
- Onze-Lieve-Vrouwebasiliek, Tongeren, Limburg

## Bolivia
- Thánh đường Đức Mẹ Copacabana, Copacabana

## Bosnia and Herzegovina
- Đức Mẹ Međugorje ở Međugorje, Bosna và Hercegovina
- Our Lady of Olovo ở Olovo

## Brazil
- Thánh đường quốc gia Đức trinh nữ ở Aparecida, Aparecida

## Canada
Danh sách đầy đủ, xem chú thích
- Đức Mẹ Combermere ở Ontario
- Đền Thánh nữ vương rất Thánh hoa hồng ở Ajax, Ontario
- Nhà thờ Đức Mẹ Czestochova ở London, Ontario
- Đức Bà Cap ở Cap de la Madeleine, Quebec

## Chilê
- Đức Mẹ Andacollo, Andacollo

## Trung Quốc
- Đức mẹ Trung Quốc in Donglu
- Đức trinh nữ Sheshan, Mẹ của Chúa Giêsu ở Sheshan
- Đức Mẹ của Niềm Hạnh Phúc ở gần Quý Dương, Trung Quốc
- Nhà thờ Đức Mẹ Hoa Hồng Longtian
- Nhà thờ Đức Mẹ Lộ Đức ở Khánh Dương

## Colombia
- Đức Mẹ Las Lajas, Nariño Department

## Costa Rica
- Vương cung Thánh đường Đức Mẹ các thiên thần, Cartago

## Croatia
- Đức Mẹ Marija Bistrica ở Marija Bistrica
- Đức Mẹ Trsat ở Rijeka
- Đức Mẹ Sinj ở Sinj
- Đức Mẹ Voćin ở Voćin
- Đức Mẹ Aljmaš ở Aljmaš

## Cuba
- Đức Mẹ Bác Ái, El Cobre, near Santiago de Cuba

## Đảo Síp
- Tu viện Kykkos

## Cộng hòa Séc
- Pilgrimage Basilica of the Visitation of Our Lady, Hejnice

## Cộng hòa Dominican
- Đức Mẹ Altagracia (Nuestra Señora de la Altagracia),[2] ở Higuey, La Altagracia, Cộng hòa Dominican.

## Ecuador
- Đền Thánh quốc gia Đức Mẹ El Cisne (Nuestra Señora de el Cisne),[3] ở El Cisne, Loja, Ecuador.
- Đền Thánh quốc gia dâng kính Đức Mẹ El Quinche, El Quinche, Tỉnh Pichincha

## Ai Cập
- Đức Mẹ Zeiton, Cuộc hiện ra của Đức Mẹ với Giáo hội Chính thống giáo Coptic.

## Pháp
- Ablain Saint Nazaire: Nhà thờ Đức Bà Lorette
- Agde: Nhà thờ Đức Bà Agenouillade
- Albi: Nhà thờ Đức Bà Drèche
- Amiens: Nhà thờ Đức Bà
- Angoulème: Nhà thờ Đức Bà D'Obézine
- Annecy: Nhà thờ thăm viếng
- Antras: Đức Bà des neiges
- Arras: Đức Bà des Ardents
- Avioth: Đức Bà d'Avioth
- Azay: Đức Bà de l'Agenouillée
- Bégrolles-en-Mauges: Abbey của Bellefontaine
- Bélestat: Đức Bà du Val d'amour
- Blois: Đức Bà de la Trinité
- Boquen: Monastère Notre Dame de la croix vivifiante
- Boulogne Sur Mer: Đức Bà de Boulogne
- Cambrai: Đức Bà de Cambrai
- Chartres: Nhà thờ Đức Bà de Chartres
- Châtillon St Jean (26): Tu viện Đức Bà
- Clermont Ferrand: Clermont-Ferrand Cathedral
- Clermont Ferrand: Đức Bà du Port
- Cotignac
- Dému: Sanctuaire Notre-Dame du Bernet en Dému
- Douvres la Délivrande: Đức Bà de la Délivrande
- Err: Đức Bà d'Err
- Ferrières: Đức Bà de Bethléem
- Fontgombault: Abbaye Notre Dame
- Friesenheim: Đức Bà de Neunkirch
- Fronville: Đức Bà de la Bonne nouvelle
- Grignan: Abbaye Đức Bà d'Aiguebelle
- Honfleur: Đức Bà de grâce
- Ile Bouchard: Đức Bà de la prière
- Issoudun: Đức Bà du Sacré Coeur
- La Blachere: Đức Bà du Bon secours
- La Meilleraye-de-Bretagne: Abbaye Đức Bà de Melleray
- Landevenec: Đức Bà de Folgoat
- Lanrivain: Đức Bà du Guiaudet
- La Salette: Đức Mẹ La Salette
- La Trinité: Đức Bà de Laghet
- Le Folgoet: Đức Bà du Folgoet
- Le Faou: Đức Bà de Rumengol
- Laus: Đức Mẹ Laus
- Le Puy en Velay
- Lescure: Đức Bà de la Visitation
- Liesse: Đức Bà cause de notre Joie
- Lille: Đức Bà de la Treille
- Lourdes: Đức Bà de Lourdes
- Lyon: Đức Bà de Fourvière
- Modane: Đức Bà de Charmaix
- Monaco: Đức Bà Immaculée
- Lure: Đức Bà de Lure attire un chantier de jeunes
- Maisnière: Đức Bà du Chêne
- Marciac: Đức Bà de la Croix
- Marsan: Đức Bà de la Paix
- Marsanne: Đức Bà du Fresneau
- Mauriac: Đức Bà des Miracles
- Monetiers les bains: Đức Bà du Mont Thabor
- Montaigut: Đức Bà d'Alep
- Montautour: Đức Bà du Roc
- Montfort sur Meu: St Louis-Marie de Montfort
- Montligeon: Đức Bà de Montligeon
- Myans: Đức Bà de Myans
- Neuilly: Đức Bà Bonne Délivrance
- Noirétable: Đức Bà de l'Hermitage
- Villefranche-de-Rouergue: Đức Bà des Treize-Pierres
- Ollioules: Đức Bà de Bonheur
- Orcival: Đức Bà d'Orcival
- Orléans: Đức Bà des Miracles
- Paris: La médaille miraculeuse, Rue du Bac
- Paris: Nhà thờ Đức Bà Paris
- Paris: Đức Bà des Victoires
- Pellevoisin: « Marie, mère de miséricorde »
- Penne d'Agenay: Đức Bà de Peyragude
- Perros-Guirec: Đức Bà de la Clarté
- Pfaffenheim: Đức Bà du Schauenberg
- Phalsbourg: Đức Bà de Bonnefontaine
- Plancherine: Abbaye Đức Bà de Tamié
- Plancoet: Đức Bà de Nazareth
- Pontmain: Đức Bà de Pontmain
- Pugny: Monastère Đức Bà de l'Unité
- Quezac: Đức Bà de Quezac
- Reims: Thánh đường Reims
- Le Testament de saint Rémi
- Reiningue: Abbaye Đức Bà d'Oelenberg
- Ribeauville: Đức Bà de Dusenbach
- Rocamadour: la Vierge de Majesté
- Rodez (La Primaude): Đức Bà de Ceignac
- Ronchamp: Đức Bà du haut
- Rostrenen: Đức Bà du roncier
- Saint Auvent: Đức Bà de la Paix
- Saint Florent le Vieil: Đức Bà du Marillais
- Saint Laurent du Pont: Monastère Đức Bà du Buisson Ardent
- Saint-Laurent-les-Bains: Abbaye Đức Bà des Neiges
- Saint Laurent sur Sèvre: Basilique Saint Louis Marie de Montfort
- Saint Martin de Belleville: Đức Bà de la Vie
- Saint Omer: Đức Bà des Miracles
- Auray: Saint Anne d'Auray
- Saint Romain d'Ay: Đức Bà d'Ay
- Sari-Solenzara: Monastère de l'Assunta Gloriosa
- Saumur: Đức Bà des Ardilliers
- Saxon-Sion: Đức Bà de Sion
- Soligny: Abbaye de la Trappe
- Strasbourg: Nhà Strasbourg
- Thiezac: Đức Bà de consolation
- Thorame: Đức Bà de la fleur
- Valenciennes: Đức Bà du Saint Cordon
- Besses en Chandesse:Đức Bà de Vassivière
- Venasque: Đức Bà de Vie
- Verdelais: Đức Bà de Verdelais
- Verdun: Nhà thờ lớn de Verdun
- Violot: Đức Bà des Bois (Haute Marne)
- Vion:Đức Bà du chêne
- Vitreux: Abbaye Đức Bà d'Acey
- Wissembourg: Đức Bà de Weiler

## Đức
- Đền Thánh Maria Nhà thờ lớn Aachen.
- Đức Mẹ Altötting, Bavaria. Các phép lạ đầu tiên do cầu nguyện với Đức Mẹ Đồng trinh ở đây diễn ra vào năm 1489.
- Nhà nguyện ở Kevelaer, Bắc Rhine-Westphalia, nơi mà một "hình ảnh ơn huệ" của Đức Maria được biết đến từ sauChiến tranh ba mươi năm.

## Gibraltar
- Đức Mẹ của châu Âu. Một đền Thánh dành kính Đức Maria được xây dựng ở đây từ năm 1462.[4]

## Hy Lạp
- Đức Mẹ Tinos, Đảo Tinos, Thánh bảo trợ của Hy Lạp.
- Panagia Tripiti, Thị trấn Aigio, Peloponnese
- Vùng tự trị trên Núi Thánh, Núi Athos.

## Thánh địa
- Vương cung thánh đường Truyền Tin, ở Nazareth.
- Nhà thờ Dormition của Đức Mẹ trên núi Zion, ở Jerusalem.
- Nhà thờ lăng mộ của Maria ở Vườn Cây Dầu, ở Jerusalem
- Nhà thờ Maria Bethlehem

## Ấn Độ
- Đức Mẹ Grotto, Chinnathurai, Tamil Nadu
- Vương cung Thánh đường Đức Mẹ, Vailankanni, Tamil Nadu
- Vương cung Thánh đường Poondi Matha, Poondi, Tamil Nadu
- Đền Thánh Đức Mẹ Lộ Đức, Villianur, Puducherry
- Đức Mẹ Lộ Đức, Pudur shrine, Madurai, Tamil Nadu
- Đền Thánh quốc gia Đức Mẹ Ransom, Vallarpadam, Cochin, Kerala
- Vương cung Thánh đường Đức Mẹ Dolours, Thrissur, Kerala
- Vương cung Thánh đường Đức Mẹ Tuyết (Manjumatha), Pallipport, Pallippuram, Ernakulam, Kerala
- Korattymuthy Đức Mẹ Poovan Bananas, Shrine of Hail Mary, Koratty, Kerala
- Our Lady of Snows Basilica, Tuticorin, Tamil Nadu
- Our Lady of Remedies, Vasai, Maharashtra
- Our Lady of Bandel Church, Chinsurah, West Bengal
- Đức Mẹ Cát, Sokkankudieruppu, Tamil Nadu
- Đức Mẹ tuyết Kallikulam (Our Lady of Snow Church, Kallikulam), Tamil Nadu
- Đức Mẹ La Salette, Maravapatty pudur, Salethmatha in Tamil, Tamil Nadu
- Đền Thánh Đức Mẹ Sức khỏe, Hyderabad
- Đức Mẹ Núi, Bandra- Mumbai (Maharashtra)
- Nhà thờ Đức Mẹ Mahim, Mumbai (Maharashtra)

## Ireland
- Đức Mẹ Knock ở Knock, Ireland

## Italy
- Vương cung Thánh đường Đức Bà Cả, Rôma
- Thánh Maria của ngàn năm thứ ba, Rôma[5]
- Sacro Monte di Oropa, Biella, Piedmont
- Santuario di Barbana, Grado, Friuli-Venezia Giulia
- Nhà thờ Macereto, Parco Nazionale dei Monti Sibillini, Marche
- Đức Mẹ Aracoeli, Roma
- Đền Thánh Đức Mẹ Bonaria, Cagliari, Sardinia
- Đền Thánh Đức Mẹ Mân Côi Pompei, Pompei, Campania
- Đền Thánh Nhà Thánh, Loreto, Marche
- Nhà thờ Nostra Signora di Montallegro, Rapallo, Liguria
- Nhà thờ Madonna dei Miracoli, Motta di Livenza, Veneto

## Nhật Bản
- Đức Mẹ Akita, Akita, Nhật Bản

## Li băng
- Đức Mẹ Bechouat, ở Beqaa Valley Lebanon.
- Đức Mẹ Bekaa, ở Zahlé.
- Đức Mẹ Thác Nước, ở Jezzine, Lebanon
- Đức Mẹ Lebanon, ở Harissa, Lebanon
- Đức Mẹ Ánh Sáng, ở Centre Ville, Beirut
- Đức Mẹ Núi Lộ Đức, Ain Ebel, Lebanon
- Đức Mẹ Mantara, ở Maghdouché, Lebanon
- Đức Mẹ Miziara, Zgharta, Lebanon
- Đức Mẹ Nourieh, ở Hamat, Lebanon.
- Đức Mẹ Wind, Enfeh, Lebanon

## Litva
- Đức Mẹ the Gate of Dawn ở Vilnius, Litva
- Pivasiunai, Litva
- Siluva, Litva
- Trakai, Litva
- Žemaičių Kalvarija, Litva

## Malta
- Đức Mẹ Truyền Phép, Girgenti, Siġġiewi, Malta
- Đức Mẹ Borg in-Nadur, Borġ in-Nadur, Qajjenza, Birżebbuġa, Malta
- Đức Mẹ Núi Thánh Cát Minh, Valletta, Malta
- Nhà thờ cổ Đức Mẹ Sầu Bi, Birżebbuġa, Malta
- Nhà thờ xứ Anuciation, Tarxien, Malta
- Nhà thờ xứ Anuciation, Balzan, Malta
- Nhà thờ xứ Immaculate Conception, Ħamrun, Malta
- Nhà thờ xứ Maria Regina, Marsa, Malta
- Nhà thờ xứ Monte Carmele, Fgura, Malta
- Nhà thờ xứ Monte Carmele, Fleur-de-Lys, Birkirkara, Malta
- Nhà thờ xứ Monte Carmele, Gżira, Malta
- Nhà thờ xứ Monte Carmele, Balluta Bay, San Ġiljan, Malta
- Nhà thờ xứ Đức Mẹ Fátima, Gwardamanġia, Pietà, Malta
- Nhà thờ xứ Đức Mẹ Loreto, Għajnsielem, Malta
- Nhà thờ xứ Đức Mẹ Lộ Đức, Paola, Malta
- Nhà thờ xứ Đức Mẹ Lộ Đức, San Ġwann, Malta
- Nhà thờ xứ Đức Mẹ Porto Salvo, Valletta, Malta
- Nhà thờ xứ Đức Mẹ Sầu Bi, San Pawl il-Baħar, Malta
- Nhà thờ xứ Thánh Tâm Đức Mẹ, Burmaradd, Malta
- Nhà thờ Rất Thánh Maria, Dingli, Malta
- Nhà thờ Rất Thánh Maria, Għaxaq, Malta
- Nhà thờ Rất Thánh Maria, Gudja, Malta
- Nhà thờ Rất Thánh Maria, Mġarr, Malta
- Nhà thờ xứ Đức Mẹ Sao Biển, Sliema, Malta
- Rotonda Thánh Maria, Mosta, Malta
- Nhà thờ Rất Thánh Maria, Mqabba, Malta
- Nhà thờ Rất Thánh Maria, Qrendi, Malta
- Nhà thờ Rất Thánh Maria, Birkirkara, Malta
- Nhà thờ Rất Thánh Maria, Attard, Malta
- Nhà thờ Rất Thánh Maria Vô Nhiễm Nguyên Tội, Ħamrun, Malta
- Nhà thờ Rất Thánh Maria Vô Nhiễm Nguyên Tội, Ta' L-Ibrag, Malta
- Nhà thờ Đức Mẹ Pompey, Marsaxlokk, Malta
- Nhà thờ Đức Mẹ Các Thiên Thần, Baħar iċ-Ċagħaq, Naxxar, Malta
- Nhà thờ Đức Mẹ Liesse, Valletta, Malta
- Nhà thờ Đức Mẹ Mensija, Mensija, San Ġwann, Malta
- Nhà thờ Đức Mẹ Mercy, Bir id-Deheb, Malta
- Nhà thờ Đức Mẹ Montserrat, Birgu, Malta
- Nhà thờ Đức Mẹ Good Council, Żejtun, Malta
- Nhà thờ Đức Mẹ Chiến Thắng, Birkirkara, Malta
- Nhà thờ Vô Nhiễm Nguyên Tội, Msida, Malta
- Đền Thánh Vô Nhiễm Nguyên Tội, Bengħisa, Birżebbuġa, Malta
- Knisja ta' Santa Marija ta' Bubaqra, Żurrieq, Malta
- Knisja ta' Santa Marija ta' Ħal-Muxi, Żebbuġ, Malta
- Knisja tal-Madonna ta' Filfla, Filfla island near Żurrieq, Malta
- Knisja tal-Madonna tal-Girgenti, Siġġiewi, Malta
- Knisja tal-Madonna tal-Ġebla, Gżira, Malta
- Knisja tal-Madonna tal-Ħerba, Birkirkara, Malta
- Knisja tal-Madonna tal-Ħlas, Qormi, Malta
- Knisja tal-Madonna tal-Karmnu, Mdina, Malta
- Knisja tal-Madonna tal-Mirakli, Lija, Malta
- Knisja tal-Madonna tas-Samra, Ħamrun, Malta
- Knisja tal-Madonna tas-Silġ, Delimara, Malta
- Kappella tal-Madonna tal-Midalja Mirakuluża, Blata l-Bajda, Malta
- Knisja ta' Santa Marija tal-Ħlas, Żejtun, Malta
- Santwarju tal-Madonna tal-Ghar, Rabat, Malta
- Santwarju tal-Madonna ta' Pinu, Għarb, Gozo
- Thánh đường Đức Mẹ Mellieħa in Mellieħa, Malta
- Knisja ta' Marija Bambina, Senglea, Malta
- Knisja ta' Marija Bambina, Naxxar, Malta
- Đền Thánh Đức Mẹ Vô Nhiễm Nguyên Tội ở Cospicua, Malta
- Đền Thánh Đức Mẹ Graces, Żabbar, Malta

## Spain
- The Sanctuary of Chandavila, in La Codosera, Extremadura
- The Sanctuary of Black Virgin of Montserrat, in Montserrat, Catalonia
- The Sanctuary of Our Lady of Covadonga, in Picos de Europa, Asturias
- The Sanctuary of Saint Mary of Guadalupe, in Province of Cáceres, Extremadura
- The Basilica of Our Lady of the Pillar, in Zaragoza, Aragón
- The Shrine of Our Lady of Rocío, in Andalucia
- The Vương cung thánh đường Đức Mẹ Candelaria, Tenerife, Quần đảo Canaria
- The Shrine of Our Lady of Mount Carmel of Garabandal, in Cantabrian Mountains
- The Shrine of Our Lady of Sorrows of Umbe, in Laukiz, near Bilbao, Biscay
- The Benedictine Sanctuary of Valvanera, in La Rioja
- The Basilica of Begoña in Bilbao

## Việt Nam
- Đức Mẹ La Vang ở Quảng Trị, Việt Nam
- Đức Mẹ Tà Pao ở Bình Thuận, Việt Nam